# Cleptometopus trilineatus
Cleptometopus trilineatus là một loài bọ cánh cứng trong họ Cerambycidae.